# دائرة بومرداس
دائرة بومرداس هي دائرة في ولاية بومرداس وعاصمتها هي بومرداس.
وهي بدورها تضم 3 بلديات:
- بومرداس
- تيجلابين
- كورسو

عدد السكان 60652 نسمة

## الوديان
يتضمن إقليم هذه الدائرة العديد من الوديان منها:
- وادي بومرداس
- وادي مغلدن
- وادي قورصو

## شخصيات
- محمد بويسري
- سالم موحمو

## مواضيع ذات صلة
- دوائر ولاية بومرداس
- بلديات ولاية بومرداس